# SIS (filformat)
SIS (som filändelse: .sis) är en förkortning av Symbian Installation Source. Det är en installationsfil för Symbian OS och skall inte blandas ihop med exekveringsfilen .app eller .exe filen som återfinns inuti .sis-filen.